# Фосфид цезия
Фосфид цезия — бинарное неорганическое соединение металла цезия и фосфора с формулой Cs3P, жёлтые кристаллы, реагирует с водой.

## Получение
- Спекание цезия с элементарным фосфором в вакууме:

{\displaystyle {\mathsf {3Cs+P\ \xrightarrow {400-430^{o}C} \ Cs_{3}P}}}
- Действуя расплавленного фосфора на гидрид цезия:

{\displaystyle {\mathsf {6CsH+2P\ \xrightarrow {} \ 2Cs_{3}P_{+}3H_{2}\uparrow }}}

## Физические свойства
Фосфид цезия образует жёлтые кристаллы, которые при нагревании до 300°С становятся коричневыми, а при охлаждении жидким азотом — бесцветными.
В инертной атмосфере (азот) плавится при 650°С с разложением.
Растворяется в жидком аммиаке.

## Химические свойства
- Реагирует с водой с выделением фосфина и водорода.